# إدوارد داربينيان
إدوارد داربينيان (الأرمينية: Էդուարդ Դարբինյան، من مواليد 17 يناير 1971 في يريفان، أرمينيا) هو الأثقال الأرميني المتقاعد. تنافس في الألعاب الأولمبية الصيفية 1996 في قسم الرجال 64 كجم.

## الروابط الخارجية
- إدوارد داربينيان على موقع مشروع نتائج رفع الأثقال الدولية (الإنجليزية)
- إدوارد داربينيان على موقع IAT Database Weightlifting (الألمانية)
- إدوارد داربينيان على موقع أوليمبيديا (الإنجليزية)
- Sports-Reference.com